# Конюхи (Володимирський район)
Коню́хи — село в Україні, у Локачинській селищній громаді Володимирського району Волинської області. Населення становить 780 осіб.

## Географія
Селом протікає річка Свинарка.

## Історія
23 липня 1495 року листом короля Александра Ягелончика підтверджено привілей володимирського намісника Василя Хребтовича на села Конюхи, Защитів, Біле Поле, які він купив їх у землевласників володимирських.
У 1906 році село Свинюської волості Володимир-Волинського повіту Волинської губернії. Відстань від повітового міста 45 верст, від волості 3. Дворів 117, мешканців 1070.
12 червня 2020 року, відповідно до розпорядження Кабінету Міністрів України № 708-р «Про визначення адміністративних центрів та затвердження територій територіальних громад Волинської області», увійшло до складу Локачинської селищної територіальної громади.
19 липня 2020 року, в результаті адміністративно-територіальної реформи та ліквідації  Локачинського району, село увійшло до новоутвореного Володимир-Волинського району (від 18 липня 2022 Володимирського).

## Населення
Згідно з переписом УРСР 1989 року чисельність наявного населення села становила 804 особи, з яких 378 чоловіків та 426 жінок.
За переписом населення України 2001 року в селі мешкало 779 осіб.

### Мова
Розподіл населення за рідною мовою за даними перепису 2001 року:
| Мова       | Відсоток |
| ---------- | -------- |
| українська | 99,49 %  |
| російська  | 0,51 %   |